# فرانك كومستوك
فرانك كومستوك (بالإنجليزية: Frank Comstock)‏ هو ملحن أمريكي، ولد في 20 سبتمبر 1922 في سان دييغو في الولايات المتحدة، وتوفي في 21 مايو 2013 في شاطئ هنتنغتون في الولايات المتحدة.

## وصلات خارجية
- فرانك كومستوك على موقع IMDb (الإنجليزية)
- فرانك كومستوك على موقع ميوزك برينز (الإنجليزية)
- فرانك كومستوك على موقع أول ميوزيك (الإنجليزية)
- فرانك كومستوك على موقع ديسكوغز (الإنجليزية)